# Yi xiang meng
Yi xiang meng è un film del 1977 diretto da Pai Ching-Jui.
Conosciuto anche con il titolo There's No Place Like Home.